# Ямишка (притока Вятки)
Ями́шка (рос. Ямышка) — річка в Росії, ліва притока річки Вятка. Протікає по території Кізнерського району Удмуртії та В'ятськополянського району Кіровської області.
Річка починається на західній околиці села Батирево. Протікає на південний захід. У верхів'ях влітку пересихає. Впадає до річки Вятка навпроти села Нижні Шуні.
Довжина річки — 28 км. Висота витоку — 145 м, висота гирла — 53 м, похил річки — 3,3 м/км.
Уздовж річки лежать такі населені пункти:
- Кізнерський район — Батирево, Балдейка;
- Кукморський район — Ямишка, Красні Панки.

В колишньому селі Петропавлово збудовано автомобільний міст.
За даними Федерального агентства водних ресурсів річка має такі дані:
- Код річки в державному водному реєстрі — 10010300612111100040486
- Код по гідрологічній вивченості — 111104048
- Код басейну — 10.01.03.006